# Vladimir Habjan
Vladimir Habjan, slovenski planinski pisec, urednik, novinar in fotograf, * 18. maj 1957, Ljubljana.
Po izobrazbi sociolog, se udejstvuje kot vodnik Planinske,zveze alpinist, gorski reševalec, publicist in fotograf. Specializiral se je za neoznačen, manj znan gorski svet in brezpotja. Že v Osnovni šoli Prežihovega Voranca v Ljubljani je urejal šolsko glasilo Solzice. Od leta 1994 je v časnikih in revijah Slovenec, Turist, Delo Reportaže, Delo in Dom, Nedelo, Fit, Naš Stik, Gea, Planinski vestnik, Grif, Sokol objavil več kot 300 člankov s planinsko tematiko. Za prilogo revije Gea je 1999 pripravil priročnik Gorništvo. V obdobju 1995-96 je bil urednik planinsko-alpinistične rubrike v reviji Turist. Od leta 2001 odgovorni urednik Planinskega vestnika. Od leta 2017 je urednik Planinske založbe (krajši čas tudi leta 2013). V Elesu je bil do leta 2007 zaposlen kot informatik, od leta 2007 do 2023 pa je bil novinar revije elektrogospodarstva in spletnega portala Naš stik.

## Knjige
- avtor gorniškega vodnika Manj znane poti slovenskih gora (Sidarta, 1999),
- urednik in soavtor gorniškega učbenika Gibanje v zahtevnem gorskem svetu (PD Ljubljana-Matica, 2000),
- pobudnik izdaje in urednik izbranih Tumovih Planinskih spisov; za knjigo je prispeval spremno besedo, napisal opombe in zbral Tumovo planinsko-alpinistično publicistiko ter bibliografijo o Tumi (Tuma, 2000),
- soavtor izletniškega vodnika Naravne znamenitosti Slovenije (soavtor Peter Skoberne, Sidarta, 2001),
- soavtor planinskega vodnika Kamniško-Savinjske Alpe (soavtorji Andrej Stritar, Jože Drab, Andraž Poljanec, Planinska založba, 2003),
- avtor gorniškega vodnika Zimski vzponi v slovenskih gorah (Sidarta, 2004),
- soavtor planinskega vodnika Tržič (soavtorica Irena Mušič, Planinska založba, 2006),
- soavtor planinskega vodnika Karavanke (soavtorica Irena Mušič, Sidarta 2007),
- avtor gorniškega vodnika Brezpotja, Sidarta, 2009, Prenovljena in ažurirana izdaja 2017,
- avtor leposlovne knjige Čez rob, Planinska založba, 2011. Ponatis 2017,
- soavtor in urednik knjige Reševanje v gorah, Sto let organiziranega gorskega reševanja v Sloveniji. GRZS. 2012,
- soavtor in član uredniškega odbora zbornika Želja pomagati, 90 let organiziranega reševanja na Kamniškem. Društvo GRS Kamnik. 2012,
- avtor leposlovne knjige Živeti z gorami. Ljubljana: Planinska založba, 2013, (COBISS)
- soavtor in član uredniškega odbora zbornika Korak za korakom do sto dvajset let. PD Kamnik (1893-2013). PD Kamnik. 2013,
- soavtor gorniškega vodnika Alpe brez meja (soavtorica Irena Mušič Habjan). Ljubljana. Sidarta, 2017.
- avtor leposlovne knjige Tipanje v neznanem. Ljubljana: Planinska založba, 2020,
- soavtor in urednik zbornika Privilegij je biti del te družine. 110 let organiziranega gorskega reševanja v Sloveniji. GRZS. 2022,
- soavtor in član uredniškega odbora zbornika Želja pomagati, Gorska reševalna služba Kamnik 1922-2022. Društvo GRS Kamnik. 2022,
- avtor gorniškega vodnika Brezpotja, Sidarta, 2009. Prenovljena in ažurirana izdaja 2022,
- soavtor in član uredniškega odbora zbornika Sto trideset let močne tradicije. PD Kamnik (1893-2023). PD Kamnik. 2023,
- soavtor gorniškega vodnika Karnijske Alpe. Med Julijci in Dolomiti (soavtorica Irena Mušič Habjan). Ljubljana. Planinska založba, 2023.
- soavtor in urednik knjige Mojstranške veverice, Planinska založba, 2025.

Za knjigo Kje so tiste steze (Modrijan, 2010) je napisal spremno besedo. Bil je urednik več knjig, med drugim: Gora je kakor ženska (Milan Vošank, Didakta, 2010) in pisec spremne besede v njej, Umetnost svobode (Bernardette McDonald, Didakta, 2020), Osebnostni plus (Florence Littauer, Chiara, 2018), Govorica najvišjih gora (Nataša Pergar, Chiara, 2020); Ljudje v gorah (Dušan Škodič, Planinska založba, 2016), Dolomiti (Andrej Mašera, 2019, Planinska založba), Vprašaj goro (Joža Mihelič, Planinska založba, 2019), Smeh z gora (Dušan Škodič, Planinska založba, 2020), Poti do kamnitih src (Olga Kolenc, Planinska založba, 2022), Šepet samotnih stezic (Jana Remic, Planinska založba, 2023), Na meji (Iztok Tomazin, Planinska založba, 2022), Hodim, torej grem (Marjan Bradeško, Planinska založba, 2025) ter eden od piscev knjige Z znanjem do zvezd (Planinska založba, 2022). (COBISS) Kot amaterski fotograf je v časopisih, revijah, koledarjih (zlasti v koledarjih PZS), prospektih, zgibankah in knjigah objavil preko 1000 fotografij in imel devet fotografskih razstav.